# Ostrowąż-Kolonia
Ostrowąż-Kolonia – część wsi Ostrowąż w Polsce, położona w województwie wielkopolskim, w powiecie konińskim, w gminie Ślesin.
W latach 1975–1998 Ostrowąż-Kolonia należało administracyjnie do województwa konińskiego.